# Habenaria foxii
Habenaria foxii är en orkidéart som beskrevs av Henry Nicholas Ridley. Habenaria foxii ingår i släktet Habenaria och familjen orkidéer. Inga underarter finns listade i Catalogue of Life.